# Arachnochium kulsiense
Arachnochium kulsiense е вид десетоного от семейство Palaemonidae. Видът е застрашен от изчезване.

## Разпространение и местообитание
Разпространен е в Индия (Асам).
Обитава пясъчните дъна на сладководни басейни и реки.